# Малый (остров, Северная Земля)
Ма́лый — остров архипелага Северная Земля. Административно относится к Таймырскому Долгано-Ненецкому району Красноярского края.

## Расположение
Расположен в море Лаптевых в центральной части архипелага у побережья острова Большевик немного севернее бухты Амба. Входит в состав островов Береговых. Другой остров группы — Большой, лежит к юго-востоку от него.

## Описание
Имеет овальную, вытянутую с юго-запада на северо-восток форму. Берега пологие и ровные. Существенных возвышенностей на острове нет.

## Топографические карты
- Лист карты T-47-X,XI,XII фьорд Марата. Масштаб: 1 : 200 000. Состояние местности на 1982 год. Издание 1992 г.